# Malcolm Baldrige
Howard Malcolm "Mac" Baldrige, född 4 oktober 1922 i Omaha i Nebraska, död 25 juli 1987 i en rodeoolycka i Kalifornien, var en amerikansk republikansk politiker och affärsman. Han var USA:s handelsminister från 1981 fram till sin död. Han var bror till etikettexperten Letitia Baldrige.
Baldrige avlade 1944 kandidatexamen i engelska vid Yale University. Han deltog sedan i andra världskriget i USA:s armé och befordrades till kapten. Han var därefter verksam inom järnindustrin. Han avancerade 1972 till verkställande direktör för Scovill Corporation. Han sysslade länge med rodeo och valdes 1981 till Professional Rodeo Man of the Year.
President Ronald Reagan utnämnde 1981 Baldrige till handelsminister. Han omkom sex år senare i en rodeoolycka. Hans grav finns på North Cemetery i Woodbury, Connecticut.

## Utmärkelser
- Presidentens frihetsmedalj,  1988[8]

[Redigera Wikidata]